# 1923 au Maroc
Chronologie du Maroc
- 1919
- 1920
- 1921
- 1922
- 1923
- 1924
- 1925
- 1926
- 1927

Cet article présente les faits marquants de l'année 1923 au Maroc ou relatifs au Maroc.

## Événements
- janvier 1923 : Abdelkrim affronta une nouvelle fois les forces des seigneurs de guerre, Amar Hamidou et Hajj Bekkiche. Le 12 janvier, avec 1 800 hommes, Amar Hamidou attaqua les Ait Ammart. Lors de cette attaque, Amar Hamidou était soutenu par certaines tribus de la vallée de l’Ouergha, hostiles à Abdelkrim et aux Rifains. Plusieurs villages des Ait Ammart furent détruits, et nombreux furent ceux qui se réfugièrent chez les Aït Ouriaghel, au nord[1].
- Le siège d'Agdoz (1923) est une tentative marocaine avortée de s'emparer de la position (alors espagnole) d'Agdoz, située entre Dar Akoba et Talamb, et chargée de protéger les communications entre Tétouan et Chefchaouen.
- Ouverture de l'hôtel La Mamounia.